# 1927
Cette page concerne l'année 1927 (MCMXXVII en chiffres romains) du calendrier grégorien.
L'année 1927 est une année commune qui commence un samedi.

## En bref
- 3-9 février : insurrection républicaine au Portugal.
- 20 - 21 mai : Charles Lindbergh traverse l’océan Atlantique en avion.
- 24 mai : début de la guérilla nicaraguayenne dirigée par Augusto Sandino.
- 15 juillet : répression d’une insurrection socialiste en Autriche.
- 1er août : début de la guerre civile chinoise.

## Événements

### Afrique
- 28 janvier : ouverture du Collège Prince de Galles d’Achimota, près d’Accra[1].
- 10 - 15 février : congrès international anti-impérialiste à Bruxelles. Création de la Ligue contre l’impérialisme et l’oppression coloniale[2] (Lamine Senghor, Tiemoko Garan Kouyaté).
- 3 mars, Madagascar : un cyclone tropical détruit Tamatave et fait des centaines de victimes[3].

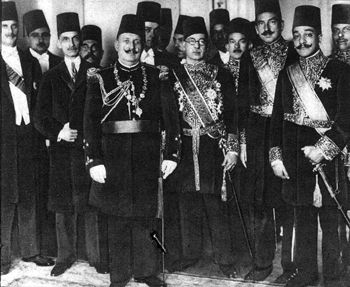
Le roi Fouad Ier et le cabinet des ministres en 1927.

- 18 juillet : le roi d’Égypte Fouad signe à Londres un projet de traité d’amitié et d’alliance avec les Britanniques, qui acceptent le principe d’un transfert progressif des responsabilités militaires à l’Égypte[4] et une révision du système des Capitulations, toujours en vigueur. Mais les négociations échouent.
- 21 - 24 août : quatrième Congrès panafricain à New York[5].
- 22 septembre : abolition de l’esclavage en Sierra Leone[6].
- Septembre : grève dans les mines d’or de Shamva en Rhodésie du Sud[7].
- 18 novembre : début du règne de Mohammed V du Maroc, sultan du Maroc[8].

- AOF : adoption du programme européen dans les sections « indigènes » des écoles urbaines[9].

### Amérique

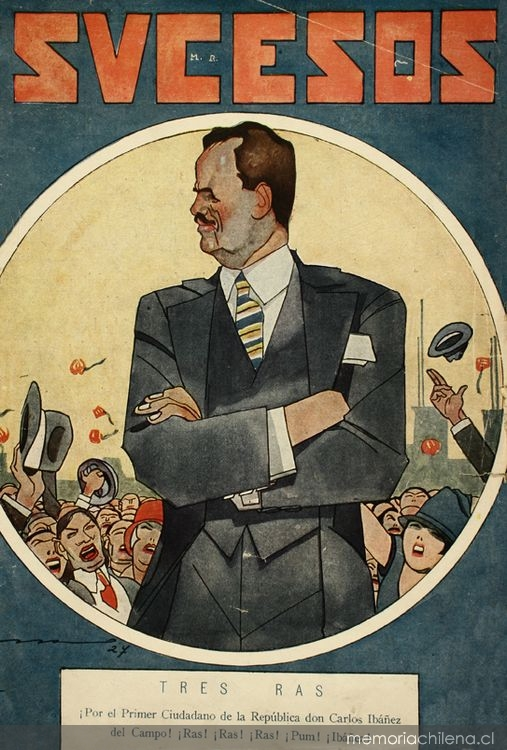
Carlos Ibáñez del Campo, symbole de l’ordre et de la modernisation. Revue Sucesos, 28 avril 1927.

- 1er janvier : généralisation de la guerre des Cristeros dans l’État de Jalisco, au Mexique[10].
- 7 janvier : le premier service de téléphonie transatlantique par onde radio[11] entre Londres et New York est ouvert au public[12].
- 26 février : premiers affrontements entre le Paraguay et la Bolivie dans la région litigieuse du Chaco. Une patrouille paraguayenne égarée, commandée par le lieutenant Rojas Silva est capturée en territoire bolivien et internée. Le Lt. Rojas Silva est abattu par une sentinelle bolivienne en tentant de s’évader[13].
- 1er mars, Canada, le Québec perd le Labrador au profit de Terre-Neuve-et-Labrador à la suite de la décision du comité judiciaire du Conseil privé de Londres.
- 4 mai, Nicaragua : les États-Unis parviennent à faire cesser la « guerre constitutionnaliste » (1926-1927) en obligeant libéraux et conservateurs à trouver un arrangement par le pacte d’Espino Negro, à Tipitapa, prévoyant des élections pour 1928 supervisées par les Américains. Le 24 mai, un leader libéral, Augusto César Sandino refuse le compromis et poursuit la lutte avec son « Armée de défense de la souveraineté nationale » (1927-1933)[14].
- 22 mai : le général Carlos Ibáñez del Campo se fait élire président au Chili à la suite d’une élection frauduleuse[15]. Il instaure une dictature progressiste qui modernise l’État : professionnalisation de l’administration, réforme du système éducatif, interventionnisme économique, nouveau code du travail (1931).
- 23 août : exécution des anarchistes Sacco et Vanzetti, condamnés en 1921, malgré la campagne de protestation[16].
- 2 septembre : fondation à El Chipote au nord du Nicaragua par Augusto Sandino de l'Ejército Defensor de la Soberanía Nacional (es) (armée de défense de la souveraineté nationale)[17].
- 9 septembre : combat de Las Flores. Début de l’offensive sandiniste au Nicaragua[18].
- 20 octobre : Ford Motor Company lance le modèle A, remplaçante des Ford T[19], et enregistre 50 000 commandes.

### Asie
- 1er janvier : début d’une révolte communiste à Silungkang (Sumatra) réprimée dans le sang[20]. De nombreux militants sont emprisonnés. Le Parti communiste indonésien est dans la clandestinité (1927-1934). Son action se poursuit auprès des syndicats.
- 20 mai : traité de Djeddah entre Abdelaziz Ibn Sa’ud et la Grande-Bretagne, qui reconnaît l’indépendance complète des territoires soumis. Ibn Sa’ud renonce en échange à toute revendication sur les émirats du Golfe et s’engage à établir des relations amicales avec les Britanniques[21]. Le traité sera renouvelé en 1936 et en 1943.
- 4 juillet : Soekarno et d’anciens adhérents du Perhimpunan Indonesia (id), partisans de l’indépendance totale et de la création d’un gouvernement démocratique, fondent le Parti national indonésien (Partai Nasional Indonesia, ou PNI en mai 1928)[22]. Le PNI travaille en accord avec le Sarekat Islam et devient rapidement le parti nationaliste le plus important.
- 10 août : début du règne de Sisowath Monivong, roi du Cambodge (fin en 1941)[23].
- 14 octobre : découverte du gisement de pétrole de Baba Gurgur, près de Kirkouk, en Irak[24].
- 5 novembre : Faisal Al-Dewish, cheikh de la tribu des Mutayr, lance un raid dévastateur contre le poste de police britannique de Busaiya, en Irak. Cet incident marque le début de la révolte des Ikhwan[25]. Il y a alors une forte concentration de nomades dans le Nedjd : « sans le contrôle de la police anglaise, les invasions arabes recommençaient » (Alfred Hettner)[26].
- 8 novembre : la commission parlementaire Simon est désignée pour étudier les réformes constitutionnelles en Inde[27].
- 25 décembre : fondation du parti national du Viêt Nam (Việt Nam Quốc Dân Đảng) par Nguyễn Thái Học, qui veut expulser les Français avec l’aide de la Chine. Le parti est brisé après l’échec de la Mutinerie de Yên Bái[28] (10 février 1930).
- 28-31 décembre : réunion annuelle du Congrès national indien à Madras (Chennai). Il décide le boycott de la Commission Simon et réclame l’indépendance du pays[27].

#### Chine
- 1er janvier : le gouvernement nationaliste de Wang Jingwei, dominé par l’influence soviétique, s’installe à Hankou (gouvernement de Wuhan)[29].
- 3-6 janvier : les nationalistes occupent les concessions britanniques[30].
- 19-24 février : comptant sur l’arrivée des troupes nationalistes qui viennent de s’emparer de la concession britannique de Hankou, l’Union générale du travail et les communistes de Shanghai lancent l’ordre d’insurrection qui échoue le 24 février face à la répression[31].
- 21 mars : l’Union générale du travail de Shanghai déclenche une nouvelle grève générale qui rassemble 600 000 travailleurs. Les troupes nationalistes s’emparent de Shanghai le 22 mars puis entrent dans Nankin le 23 mars où six étrangers sont massacrés lors des incidents qui opposent les nationalistes et les communistes (24-25 mars)[32].
- 26 mars : Tchang Kaï-chek arrive à Shanghai ; il fait alliance avec les capitalistes de la ville contre ses anciens alliés communistes[33].

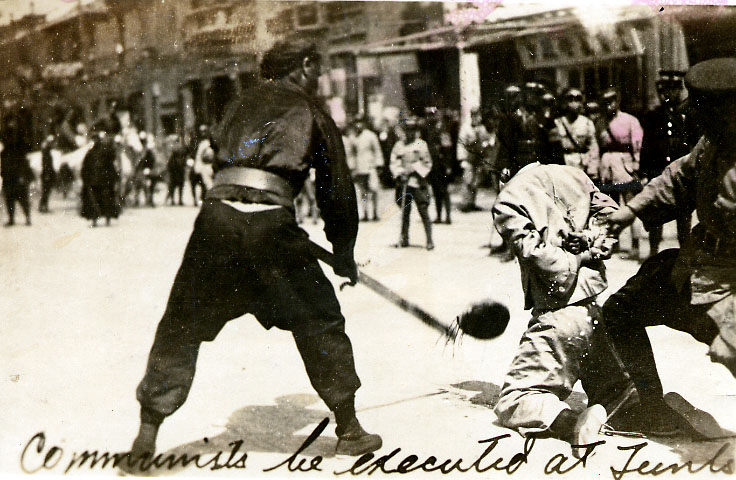
Décapitation publique d’un communiste pendant le massacre de Shanghai.

- 12 avril : Tchang Kaï-chek lance l’offensive sur les syndicats procommunistes de Shanghai. Massacre de Shanghai et purge des éléments de gauche du Guomindang[31].

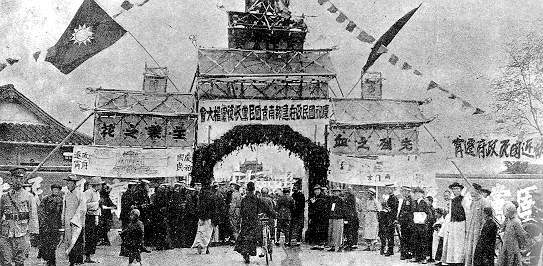
18 avril : gouvernement nationaliste de Nankin.

- 18 avril : exclu du Guomindang par Wang Jingwei[29], Tchang Kaï-chek forme à Nankin un gouvernement nationaliste modéré avec l’aile droite du parti[32].
- 27 avril-9 mai : lors du 5e congrès du Parti communiste chinois à Hankou, auquel assiste une délégation du Komintern, l’alliance avec le Guomindang de gauche est maintenue[34].
- 22 mai :
  - Tremblement de terre à Nanchang. Il fait 200 000 victimes[35].
  - Tchang Kaï-chek enlève aux communistes l'arsenal de Hanyang[36].
- 15 juillet : rupture entre le gouvernement nationaliste de Wuhan (Wang Jingwei) et les communistes[34].
- 1er août : soulèvement de Nanchang[34]. Insurrection communiste dans le Jiangxi. Formation de l’Armée populaire de libération. Début de la guerre civile chinoise.
- 7 septembre : soulèvement de la récolte d’automne organisé par Mao Zedong[37].
- 17 septembre : à la suite de l’éviction des communistes de Wuhan, un gouvernement nationaliste unifié est établi par des représentants des gouvernements de Nankin (Tchang Kaï-chek) et Wuhan (Wang Jingwei). Un comité spécial est désigné pour réorganiser le gouvernement nationaliste entre le 20 septembre et le 16 novembre[38].
- 11 décembre : les agents soviétiques organisent un mouvement révolutionnaire à Canton qui sera détruit par Tchang Kaï-chek. Les communistes se replient vers les campagnes[32].

### Europe
- 1er janvier : introduction d’une nouvelle monnaie en Hongrie, le pengö, à la place de la couronne fortement dévaluée par l’inflation[39].
- 3-9 février, Portugal : insurrection républicaine à Porto et à Lisbonne contre le régime du général Antonio Carmona[40]. La répression sanglante contraint l’opposition à l’exil.
- 5 avril : traité d’amitié entre l’Italie et la Hongrie signé à Rome par le chef du gouvernement hongrois István Bethlen[41]. La Hongrie de Miklós Horthy se rapproche de l’Italie de Benito Mussolini.
- 7-9 mai : le Congrès général de la Fédération des partis socialistes régionaux réunis à Bucarest décide la constitution du Parti social-démocrate de Roumanie (PSD, Partidul Social Democrat)[42].
- 10 mai : concordat entre le Royaume de Roumanie et le Vatican[43].
- 14 mai : lancement du Cap Arcona à Hambourg[44].

- 21 mai : Charles Lindbergh atterrit à Paris avec le Spirit of Saint Louis après la première traversée aérienne de l’océan Atlantique sans escale en solitaire[45].
- 27-28 juin : tragédie des étudiants de Steglitz, fait divers sanglant à Berlin. Un étudiant de 19 ans tire sur un apprenti cuisinier du même âge, puis se suicide[46].

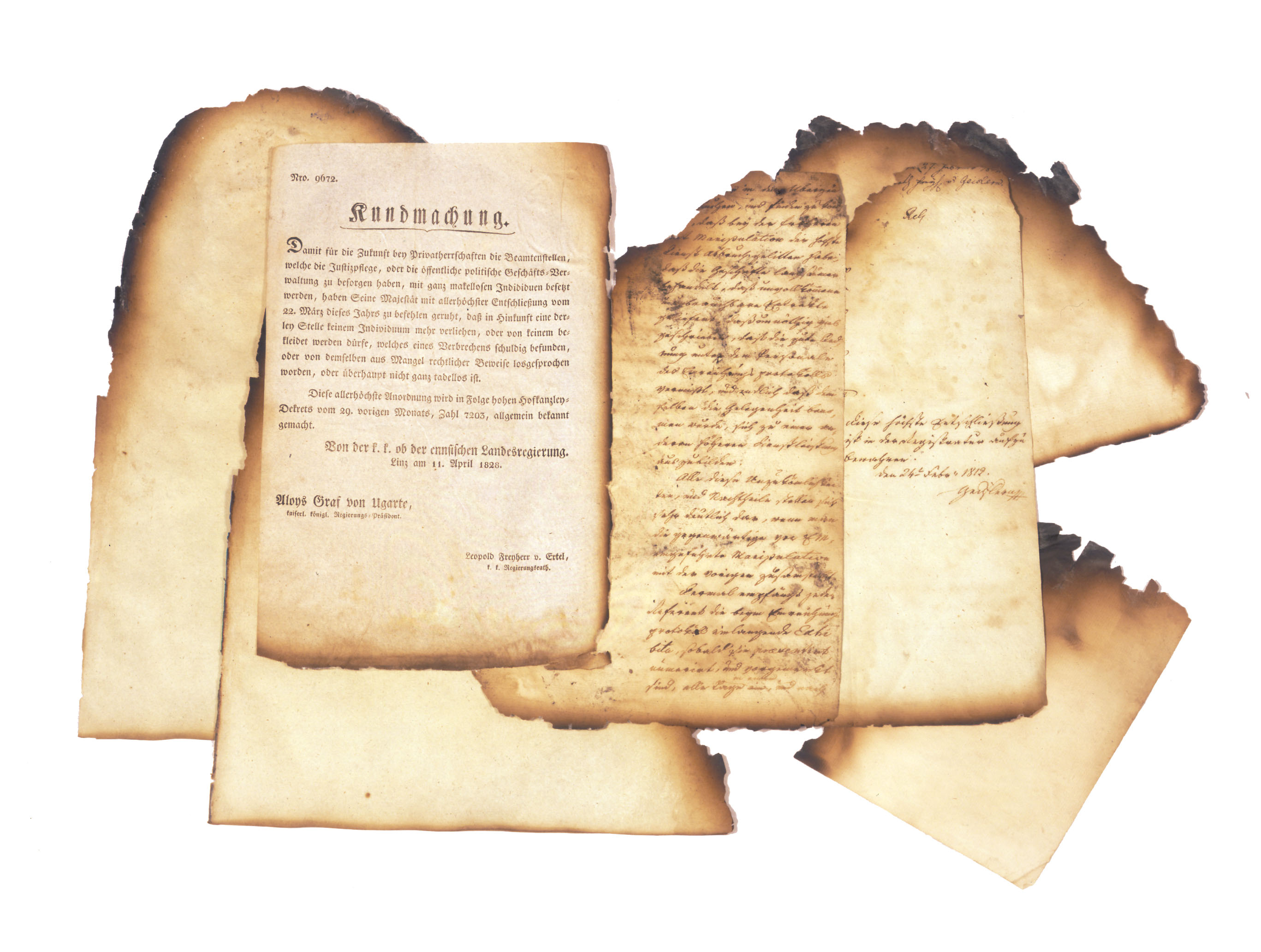
Documents endommagés lors de l’incendie du palais de justice de Vienne.

- 15 juillet, Autriche : révolte de Juillet[47]. Manifestations du Parti communiste d’Autriche. 84 manifestants sont tués par la police. 4 policiers sont tués.
- 16 juillet : création de l’assurance-chômage en Allemagne[48].
- 19 juillet : mort de Ferdinand Ier de Roumanie. Son fils Carol ayant été écarté du trône en 1925 pour sa liaison avec une divorcée, Magda Lupescu, le pouvoir est exercé par un conseil de régence présidé par le patriarche. Michel Ier, fils de Carol, âgé de six ans, devient roi[49].
- 25 - 26 juillet : création à Valence de la Fédération anarchiste ibérique[50].
- 29 juillet, Royaume-Uni : entrée en vigueur de la loi sur les relations de travail (Trade Disputes and Trade Unions Act) interdisant les grèves de solidarité et les grèves générales[51].
- 12 août : Golpe dos Fifis. Échec d’un coup d’État militaire de la droite radicale au Portugal[40].
- 17 août : traité de commerce entre la France et l’Allemagne[52].
- 21 août : IIIe congrès du NSDAP à Nuremberg[53].
- 29 août-3 septembre : Conférence mondiale sur la population, organisée par la Société des Nations à Genève, réunit les plus grands experts de démographie qui confrontent leurs points de vue sur la surpopulation et ses corollaires : la sous-alimentation, la fertilité, les courants migratoires.
- 12 septembre, Espagne : Miguel Primo de Rivera crée une Assemblée nationale consultative (sur le modèle du Grand Conseil du fascisme) pour élaborer une nouvelle constitution, qui ne verra pas le jour[54].
- 15 septembre : forte progression du Fianna Fáil, parti nationaliste d’Éamon de Valera aux élections législatives en Irlande[55].
- 18 septembre : dans un discours prononcé sur les lieux de la bataille de Tannenberg, Hindenburg rejette la responsabilité de l’Allemagne dans le déclenchement de la Grande Guerre[56].
- 27 septembre : concordat entre la Lituanie et le Vatican[43].
- 21-23 octobre, Union soviétique : au cours d’une réunion commune avec la Commission centrale de Contrôle, le Comité central expulse Trotski et Zinoviev, décidant en outre de soumettre au XVe congrès, afin qu’il les examine, tous les documents relatant les activités factieuses de l’opposition trotskiste[57].
- 11 novembre : traité entre la France et la Yougoslavie[58].
- 15 novembre : Léon Trotski et Grigori Zinoviev sont expulsés du Parti communiste de l’Union soviétique par le Comité central[57].
- 2 - 19 décembre : la faction de Staline l’emporte définitivement sur la faction de Léon Trotski lors du XVe Congrès du Parti communiste de l’Union soviétique qui avalise les expulsions de Trotski et Zinoviev et expulse Kamenev[57].
- 10 décembre : le prix Nobel de la paix est attribué au Français Ferdinand Buisson - fondateur et président de la Ligue des droits de l’homme et à l’Allemand Ludwig Quidde[59].
- 24 décembre : loi sur les conventions collectives aux Pays-Bas[60].

## Décès en 1927

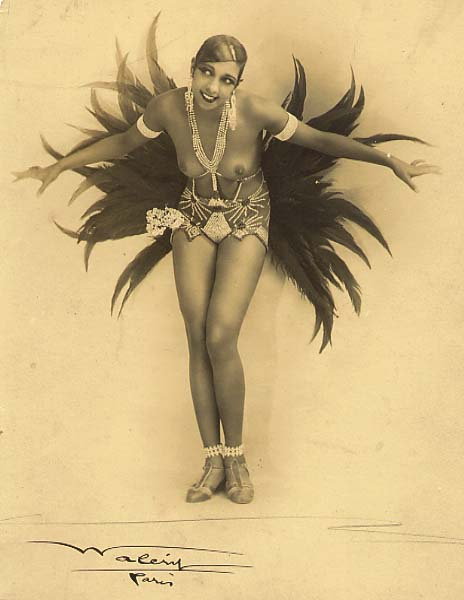
Joséphine Baker dans La Revue des Revues.La peinture en 1927 sur CommonsL'art en 1927 sur Commons.